# Giorgio Orelli
Giorgio Orelli (Airolo, 25 maggio 1921 – Bellinzona, 10 novembre 2013) è stato uno scrittore, poeta e traduttore svizzero, di lingua italiana.

## Biografia
Dopo gli studi universitari a Friburgo (sotto la guida, in particolare, di Gianfranco Contini), Orelli si trasferì a Ravecchia (Bellinzona), dove diventò docente di letteratura italiana, dapprima alla Scuola Cantonale di Commercio, poi al Liceo Cantonale. La sua poesia, in parte appartenente al filone post-ermetico, a tratti avvicinata a quella Linea Lombarda anceschiana che però è ricca di grazia musicale (notevole è l'attenzione - non solo poetica, ma anche critica - di Orelli per la dimensione fonosimbolica) e si caratterizza per una sua ironica ambiguità. Giorgio Orelli, oltre ad essere uno dei più importanti poeti in lingua italiana del dopoguerra, fu un profondo conoscitore della letteratura italiana (che venne sviscerata nel saggio Accertamenti verbali), traduttore di Goethe e narratore. Vinse il Gran Premio Schiller, il Premio Dessì nel 1989; nel 2001 gli venne assegnato il Premio Chiara alla carriera e nel 2002 il Premio Bagutta.
Era cugino dello scrittore Giovanni Orelli.

## Opere

### Poesia
- Né bianco né viola, Lugano, Collana di Lugano, 1944.
- Prima dell'anno nuovo, Bellinzona, Leins e Vescovi, 1952.
- Poesie, Milano, Edizioni della Meridiana, 1953.
- Nel cerchio familiare, Milano, Scheiwiller, 1960.
- L'ora del tempo, Milano, Arnoldo Mondadori Editore, 1962.
- 6 poesie, Milano, Scheiwiller, 1964.
- 5 poesie, con 5 seriografie di Madja Ruperti, San Nazzaro (Gambarogno), Serigrafia San Nazzaro, 1973.
- Sinopie, Milano, Arnoldo Mondadori Editore, 1977.
- Spiracoli, Milano, Arnoldo Mondadori Editore, 1989.
- Rückspiel - Partita di ritorno, Italienisch und Deutsch, ausgewählt und übersetzt von Christoph Ferber, mit einem Gespräch zwischen Giorgio Orelli und Alice Vollenweider und einem Nachwort von Maria Antonietta Grignani, Zürich, Limmat Verlag, 1998.
- Il collo dell'anitra, Milano, Garzanti, 2001.
- Sagt es den Amseln – Ditelo ai merli, italienisch und deutsch, ausgewählt und übersetzt von Christoph Ferber. Mit einem Nachwort und einem Gespräch mit Giorgio Orelli von Pietro De Marchi. Zürich, Limmat Verlag, 2008.
- Tutte le poesie, a cura di Pietro De Marchi, introduzione di Pier Vincenzo Mengaldo, bibliografia di Pietro Montorfani, Milano, Arnoldo Mondadori Editore "Oscar poesia", 2015.

### Prosa
- Un giorno della vita, Milano, Lerici, 1960.
- Pomeriggio bellinzonese in Luci e figure di Bellinzona negli acquerelli di William Turner e nelle pagine di Giorgio Orelli, a cura di Virgilio Gilardoni, Bellinzona, Casagrande, 1978.

### Traduzioni
- Johann Wolfgang Goethe, Poesie scelte, Milano, Mantovani, 1957.
- Johann Wolfgang Goethe, Poesie, Milano, Mondadori, 1974.

### Saggistica
- Accertamenti verbali, Milano, Bompiani, 1978.
- Quel ramo del lago di Como, Bellinzona, Casagrande, 1982 e 1990.
- Accertamenti montaliani, Bologna, Il Mulino, 1984.
- Il suono dei sospiri, Torino, Einaudi, 1990.
- Foscolo e la danzatrice, Parma, Pratiche, 1992.
- La qualità del senso. Dante, Ariosto e Leopardi, Bellinzona, Casagrande, 2012.
- Quasi un abbecedario, a cura di Yari Bernasconi, Bellinzona, Casagrande, 2014.
- Struttura luce poesia. Gli scritti sull'arte, a cura di Ariele Morinini, Bellinzona, Casagrande, 2023.